# Joseph Martin-Dauch
Joseph Martin-Dauch (26. května 1741, Castelnaudary, Aude – 5. července 1801, tamtéž) byl francouzský politik, zástupce třetího stavu za volební obvod Castelnaudary v generálních stavech v roce 1789. Byl jediným poslancem, který nesložil přísahu v míčovně.

## Životopis
Otec Josepha Martin-Daucha byl královský rádce a hlavní poručík senešalství Lauragais. Rodina Dauch vlastnila panství Pesquies (poblíž Pechbusque) a Gris (poblíž Ricaud) v Aude.
Mladý Joseph Martin-Dauch studoval v Toulouse. V roce 1762 získal právnickou licenci. Jako právník byl zvolen v roce 1789 jako zástupce generálních stavů za senešalství Lauragais.
Dne 20. června 1789 v míčovně ve Versailles, Jean-Joseph Mounier, s ohledem na uklidnění debaty, navrhl, aby všichni přítomní členové složili slavnostní přísahu, že se nerozejdou, dokud nebude ústava dokončena. Všichni zástupci byli v abecedním pořadí vyzváni ke složení slibu.
Pouze Martin-Dauch, když zaznělo jeho jméno, prohlásil, k překvapení všech, že přísahu odmítá.
Překvapení přešlo v hněv, Martin-Dauch byl označen odpadlíkem a zrádcem. Jean Sylvain Bailly ho požádal, aby se zdržel hlasování a neodporoval přání shromáždění. Ten však při podpisu u svého jména připsal „oponent“. Tento podpis je vystavený v Muzeu Národního archivu. Martin-Dauch musel před rozezlenými poslanci uprchnout z míčovny zadním vchodem.
Druhý den ho navštívil Bailly a neúspěšně se ho snažil přivést k odvolání. Zápis končí slovy: „Oponent setrvává na svém stanovisku a shromáždění rozhodlo, že podpis bude ponechán v rejstříku k prokázání svobody názoru“. O několik dní později se Martin-Dauch vrátil na své místo mezi své kolegy a byl členem Ústavodárného shromáždění až do jeho konce.
Dne 14. září 1791 , když se Ludvík XVI. po útěku do Varennes znovu objevil ve shromáždění, byl Martin-Dauch jediný poslanec, který se postavil a smekl, aby vzdal poctu panovníkovi.
Po několika týdnech strávených v Koblenzi odešel do Castelnaudary, kde se cítil sledován revolučním klubem. Jednoho večera po návratu domů se ho pokusil zavraždit sansculot. Kvůli ochraně se odstěhoval do Toulouse. Během hrůzovlády byl obviněn, zatčen a uvězněn. Smrti unikl díky administrativní chybě. Ve vězeňském rejstříku bylo zapsáno „Martin d'Auch“ místo „Martin-Dauch“. Soud na žádost udělil svobodu tomuto neznámému Martinovi, původem z města Auch.
Poté ztratil o politiku zájem. Po teroru se vrátil do rodného Castelnaudary, kde se staral pouze o svůj rodinný majetek. Zemřel svobodný dne 5. července 1801.